# Cobra (série de televisão)
Cobra é uma série de televisão dos Estados Unidos criada por Stephen J. Cannell, Craig W. Van Sickle e Steven Long Mitchell. Foi protagonizada por Michael Dudikoff, Allison Hossack e James Tolkan.
No Brasil, foi exibida pela Rede Globo.

## História
Robert "Scandal" Jackson Jr. (Michael Dudikoff), um ex-oficial da Marinha dos Estados Unidos que foi expulso após negar-se a explodir um centro de comando inimigo que abrigava civis, desaparece no Alasca e mudou seu nome, aparência e profissão, passando a trabalhar como professor em uma comunidad inuit. Após levar um tiro no rosto e ficar entre a vida e a morte, recebeu uma nova chance graças à ajuda de Danielle LaPoint (Allison Hossack), que oferece a ele um emprego na "Cobra", uma agência secreta de combate ao crime. Robert não queria deixar o Alasca, porém Dallas Cassel (James Tolkan) faz uma oferta irrecusável: procurar o homem que matou o pai do ex-oficial 5 anos antes, a bordo de um AC Cobra.

## Elenco
- Michael Dudikoff - Robert "Scandal" Jackson Jr. (22 episódios)
- Allison Hossack - Danielle LaPoint (22 episódios)
- James Tolkan - Dallas Cassel (22 episódios)
- Keegan MacIntosh - Scandal Jr. (3 episódios)
- Sandra Nelson - Jenny Nelson (2 episódios)
- Tom McBeath - Tio Jake (2 episódios)
- Sam J. Jones - Royce (2 episódios)
- Andrew Airlie - Scandal Sr. (2 episódios)
- Frank Cassini - Sali Cantalupo (2 episódios)
- L. Harvey Gold - Wayne Botecelli (2 episódios)
- Alice Ghostley - Lorinda McClure (1 episódio)
- Don S. Davis - Sargento Thorne (1 episódio)

## Episódios
Cobra teve 22 episódios em apenas uma temporada, entre 1993 e 1994. A série, produzida pela 20th Century Fox_Television, foi gravada em Vancouver, no Canadá.

## Lançamento em DVD
Em fevereiro de 2007, a série foi lançada em DVD no Canadá pela Visual Entertainment, e 2 anos depois foi lançada nos Estados Unidos, pela Mill Creek Entertainment.